# 思里特 (阿拉巴馬州)
史思里特（英語：Threet）是一個位於美國阿拉巴馬州勞德代爾縣的非建制地區。該地的面積和人口皆未知。

## 地理
史思里特的座標為34°57′02″N 87°49′44″W / 34.95056°N 87.82889°W，而該地的平均海拔高度為196米（即643英尺）。